# 嶺松院
嶺松院（れいしょういん）は、戦国時代から江戸時代初期にかけての女性。甲相駿三国同盟の一環として、武田義信と結婚した。
実名は不明。嶺松院殿、嶺寒院殿とも。

## 生涯
駿河国の戦国大名・今川義元と正室・定恵院の娘。生年不詳。今川氏真は兄。
嶺松院の母・定恵院は武田信虎の娘（武田信玄の姉）である。甲駿同盟を婚姻関係から担保していた定恵院は、天文19年（1550年）6月2日に死去した。甲駿同盟の継続維持・強化のため、嶺松院と信玄の嫡男・義信の結婚が決められた。
天文21年（1552年）11月22日、嶺松院は駿府を発って甲斐に向かい、11月27日に義信と結婚して躑躅ヶ崎館に新築された若夫婦のための建物に移った。出迎えの使者に加わった武田家家臣・駒井政武は、その日記『高白斎記』に駿府出発からの婚礼行列の行程を書き残している。
この後、天文22年（1553年）正月には信玄の娘（黄梅院）と北条氏康の嫡男氏政の婚約が成立、天文23年（1554年）7月には氏康の娘（早川殿）が義元の嫡男・氏真に嫁ぐことにより、嶺松院と義信の婚姻関係は甲相駿三国同盟の一環となる。嶺松院は義信との間に一女（園光院）を儲けた。
永禄3年（1560年）、義元が桶狭間の戦いで敗死してから、永禄5年（1562年）から永禄9年（1566年）にかけて今川へ国衆の叛乱が起こり、永禄6年（1563年）に今川との関係を考え直し始めた信玄と、織田との同盟に反対する義信との間に派閥対立が生じた。永禄8年（1565年）10月、夫・義信が信玄の暗殺を図るも失敗し、甲府東光寺に幽閉される。このとき義信と嶺松院は離縁させられたともいうが、嶺松院は甲斐にとどまっている。
永禄10年（1567年）10月、夫・義信が東光寺で病死した。兄・氏真は、北条氏を通じて嶺松院を帰国させるよう要請したが、同盟破棄に繋がる事態になるとして信玄は難色を示し、はじめこれに応じなかった。のち、嶺松院は駿河に帰国した。『武徳編年集成』には同年11月のことと記されているが、返還交渉の仲介に入った北条氏の所領であった伊豆国三嶋に翌永禄11年（1569年）2月にいたことが明らかになっているため、この時に武田側から今川側に引き渡されたと考えられている。娘を伴って駿河に戻った嶺松院は出家し、貞春尼と称す。
永禄10年、甲駿関係は緊迫し、氏真は越後国の上杉謙信と和睦し、相模国の北条氏康と共に甲斐への塩止めを行った。同年12月、氏真と謙信は秘密裏に同盟の交渉を始めたとされる。
永禄11年（1568年）に謙信に対して、何度かの交渉の過程で、氏真が北条や武田との協議事項と機密事項を上杉方に漏らしており重大な同盟違反をしている。同年に信玄が、今川と上杉の交渉に関する情報を掴んでいたとされる。
翌永禄11年（1568年）12月、武田信玄は駿河侵攻を行い、大名としての今川家は滅亡に追い込まれる。
その後の半生の事跡は明らかになっていなかったが『今川家瀬名家記』によると、貞春尼は徳川秀忠の御介錯上臈として徳川家に仕えていた。
佐藤八郎は『甲斐国志』校注において、「今川系図」を根拠に駿河帰国後に嶺松院は薙髪して貞春尼と称し、慶長17年（1612年）8月19日に死去したとしている。法号は嶺松院殿栄誉貞春大姉。
江戸市谷にあった今川家縁故の万昌院に葬られた。
なお、観泉寺史編纂刊行委員会編集の『今川氏と観泉寺』では、嶺松院殿栄誉貞春大姉について、「?氏真長女」としている。氏真長女とすれば、吉良義定室となった女性であると考えられるが、小林輝久彦がこの説に反論を行い、『寛永諸家系図伝』に記載された旗本・秩父氏の系譜には徳川秀忠の正室である浅井氏（崇源院）に仕えていた貞春が徳川家康に口添えをしたことによって同氏の祖である秩父重能が幕府への出仕を許されたと記している。また、公家の山科言緒が家督継承の挨拶のために江戸を訪れた際に浅井氏（崇源院）との取次を務めた女性として「今川テイ春」の名前を挙げており、この記述を裏付けるものとなっている。小林は秩父重能は武田信豊の外孫と伝えられており、貞春は武田氏とのつながりのある女性と考えるのが妥当で、武田氏に縁のない（信玄の駿河侵攻前後に生まれたとされる）義定室を貞春と同一人物と考えるのは困難であり、武田氏に嫁いでいた嶺松院が貞春であるとしている。

## 関連作品
- 『武田信玄』（NHK大河ドラマ、1988年、演：古村比呂 - 役名は「於津禰（おつね）」）